# Aidiopsis orophila
Aidiopsis es un género monotípico de plantas con flores perteneciente a la familia Rubiaceae. Su única especie: Aidiopsis orophila (Miq.) Ridsdale, Blumea 41: 176 (1996), es originaria de Tailandia y oeste de Malasia, Java y Sumatra.

## Sinonimia
- Stylocoryna orophila Miq., Ann. Mus. Bot. Lugduno-Batavi 4: 237 (1869).
- Webera orophila (Miq.) Boerl., Handl. Fl. Ned. Ind. 2(1): 130 (1891).
- Randia orophila (Miq.) Hallier, Recueil Trav. Bot. Néerl. 15: 49 (1918).
- Randia forbesii King & Gamble, J. Asiat. Soc. Bengal, Pt. 2, Nat. Hist. 72: 207 (1903).
- Aidia forbesii (King & Gamble) K.M.Wong, Malayan Nat. J. 38: 17 (1984).
- Aidiopsis forbesii (King & Gamble) Tirveng., Bull. Mus. Natl. Hist. Nat., B, Adansonia 8: 288 (1986).